# 费托合成

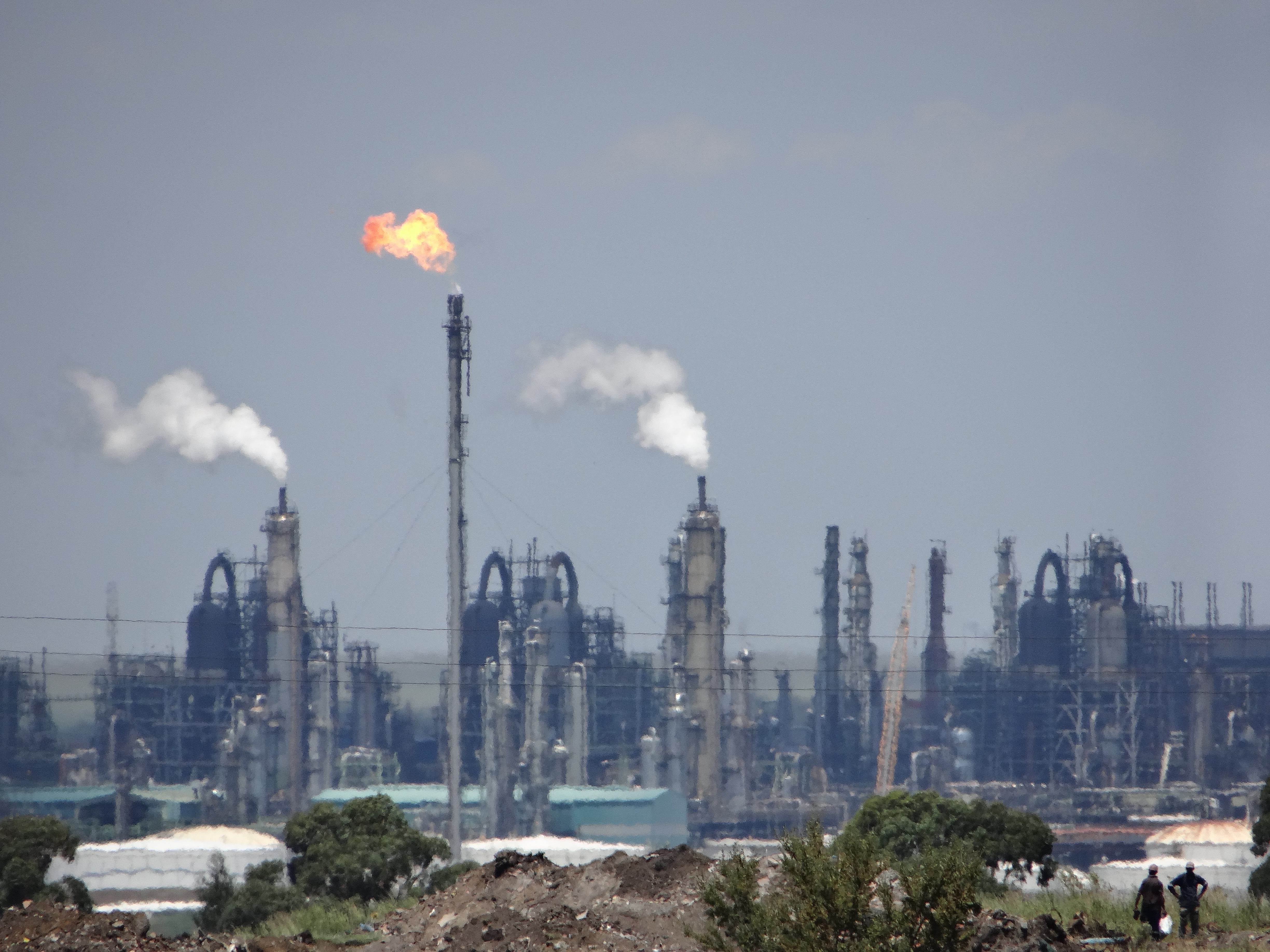
南非的薩索爾公司的工厂

费托合成工艺过程的反应物和产物

费托合成（Fischer–Tropsch process），又称F-T合成，是以合成气（一氧化碳和氢气的混合气体）为原料在催化剂和适当条件下合成以液态的烃或碳氢化合物（hydrocarbon）的工艺过程。在1925年，由就职于位于鲁尔河畔米尔海姆市马克斯·普朗克煤炭研究所的德国化学家弗朗兹·费歇尔和汉斯·托罗普施所开发的。
作为C1化学的主要例子，费托合成工艺是煤液化和天然气液化技术生产液态烃的重要反应。这个过程是气体液化技术的一个关键组成部分，它通常是从煤，天然气或生物质产生合成润滑油与合成燃料。费托合成作为低硫柴油燃料的来源而得到间歇性的关注，用以解决基于石油的烃类的供应或成本问题。
除煤炭外，天然气、原油和生物质也可作为生产合成气的原料来源。 这些产品是液体的、低硫的合成燃料，例如柴油和合成润滑油。 较长链的碳氢化合物，即所谓的松散蜡，用作化学工业的原材料基础或作为费托蜡作为粘合剂工业、涂料或聚合物加工的助剂。 含氧烃如乙醇和丙酮以及乙烯、丙烯和高级烯烃以及醇作为副产物出现。 该过程的副产品是水和二氧化碳。 费托合成的产品范围可以通过反应参数、反应器类型和催化剂来控制。
在纳粹主义封閉經濟政策的过程中，费托合成在德国获得了巨大的納粹德國經濟重要性，因为它有助于满足对液体燃料和润滑剂的需求，并提供基于当地煤炭的化学原料。 在南非，薩索爾公司从1950年代中期开始建立大型费托工厂，将来自南非煤炭的合成气加工成车用汽油和化工原料。 在马来西亚和卡塔尔，现代化的费托工厂使用天然气供应液体燃料。

## 反应机制

Lurgi气化炉的方案

费托（Fischer-Tropsch）工艺包括一系列的生成多种烃类的化学反应，其中生产烷烃的用途较广，其反应方程式如下所示，其中烷烃用通式CnH2n+2表示：
(2n + 1) H2 + n CO → CnH(2n+2) + n H2O
其中的N通常是10-20，甲烷（N=1）是无用的产物。生成的烷烃大多数倾向于成直链，适合作为柴油燃料。除了烷烃以外，还会有少量的烯烃、醇类和其它含氧烃作为副产物生成。
在各种金属催化剂上CO＋H2可能同时发生的合成反应有：
- 烃类（烷烃和烯烃）的合成

{\displaystyle {\rm {\ {\mathit {m}}CO+(2{\mathit {m}}+1)H_{2}\rightarrow C_{\mathit {m}}H_{2{\mathit {m}}+2}+{\mathit {m}}H_{2}O}}}
{\displaystyle {\rm {\ {\mathit {m}}CO+2{\mathit {m}}H_{2}\rightarrow C_{\mathit {m}}H_{2{\mathit {m}}}+{\mathit {m}}H_{2}O}}}
{\displaystyle {\rm {\ 2{\mathit {m}}CO+({\mathit {m}}+1)H_{2}\rightarrow C_{\mathit {m}}H_{2{\mathit {m}}+2}+{\mathit {m}}CO_{2}}}}
- 含氧化合物（甲醇及高级醇类）的合成

{\displaystyle {\rm {\ CO+2H_{2}\rightarrow CH_{3}OH}}}
{\displaystyle {\rm {\ {\mathit {n}}CO+2{\mathit {n}}H_{2}\rightarrow C_{\mathit {n}}H_{2{\mathit {n}}+1}OH+({\mathit {n}}-1)H_{2}O}}}
- 副反应

{\displaystyle {\rm {\ CO+H_{2}O\rightarrow CO_{2}+H_{2}}}}
{\displaystyle {\rm {\ 2CO\rightarrow CO_{2}+C}}}
{\displaystyle {\rm {\ CO+H_{2}\rightleftharpoons C+H_{2}O}}}
{\displaystyle {\rm {\ C+{\mathit {x}}M\rightarrow M_{\mathit {x}}C}}}

### 催化剂
各种催化剂可用于费-托工艺，最常见的是过渡金属钴，铁和钌。也可以使用镍，但倾向于有利于甲烷形成（“甲烷化”）。

#### 钴
钴基催化剂具有高活性，尽管铁可能更适合某些应用。 当原料是天然气时，钴催化剂对于费托合成更具活性。 天然气具有高氢碳比，因此钴催化剂不需要水煤气变换。 对于较低质量的原料，例如煤或生物质，铁催化剂是优选的。 从这些贫氢原料中提取的合成气氢含量低，需要进行水煤气变换反应。 与用于此过程的其他金属（Co、Ni、Ru）在合成过程中保持金属状态不同，铁催化剂在反应过程中倾向于形成许多相，包括各种氧化物和 碳化物。 控制这些相变对于保持催化活性和防止催化剂颗粒分解可能很重要。

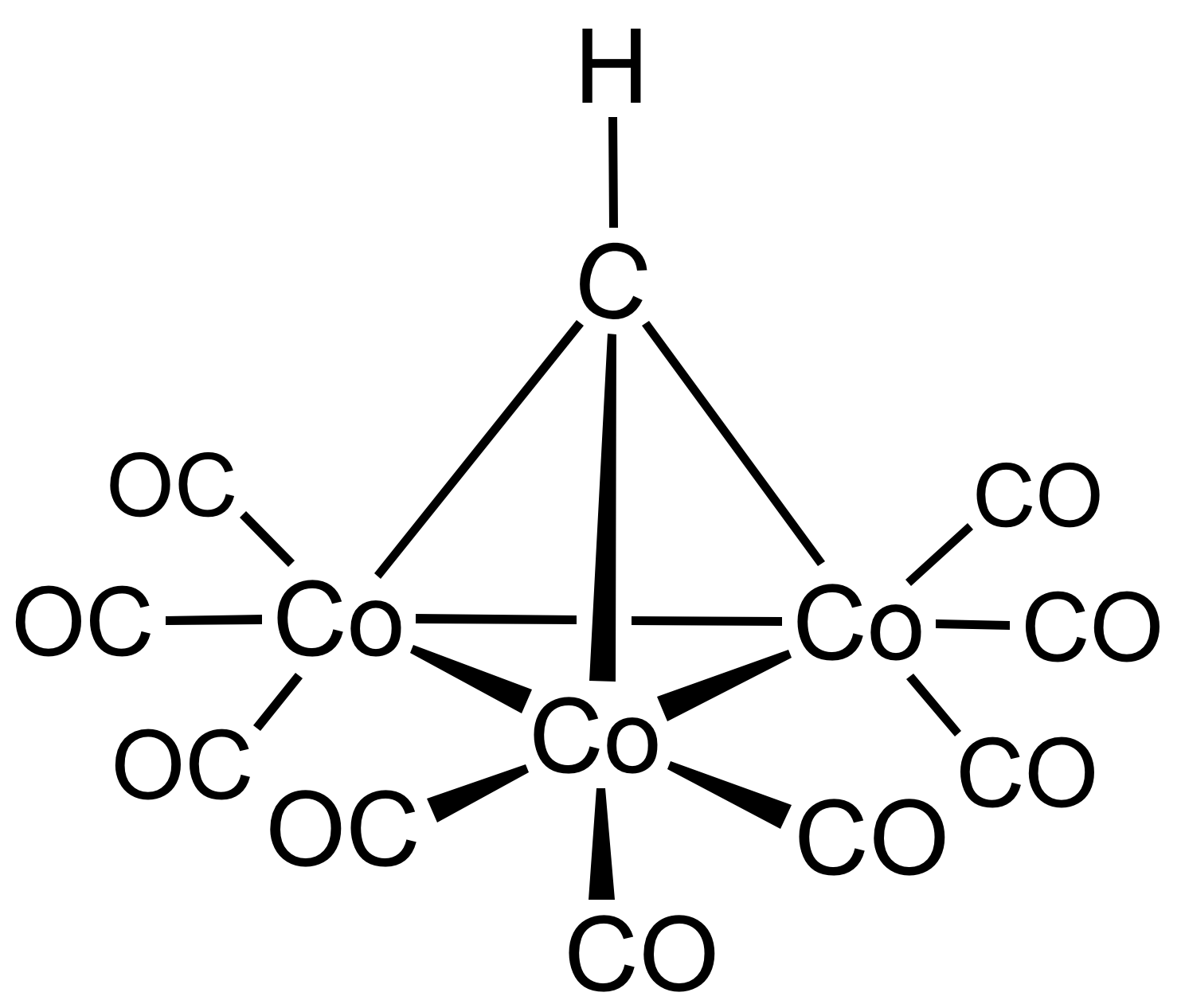
甲爪基九羰基三钴是一种分子，说明了推测在费-托过程中发生的还原碳种类。

除了活性金属外，催化剂通常还含有许多“促进剂”，包括钾和铜。第1族碱金属，包括钾，是钴催化剂的毒物，但对铁催化剂是促进剂。 催化剂负载在高表面积的粘合剂/载体上，例如二氧化硅、氧化铝或沸石。促进剂对活性也有重要影响。 碱金属氧化物和铜是常见的促进剂，但配方取决于主要金属，铁与钴。钴催化剂上的碱金属氧化物通常会导致活性严重下降，即使在碱负载量非常低的情况下也是如此。C≥5和 CO2选择性增加，而甲烷和C2–C4选择性降低。 此外，烯烃与烷烃的比例增加。
费托合成催化剂对含硫化合物的中毒很敏感。 钴基催化剂比铁基催化剂更敏感。

#### 铁
费托合成铁催化剂需要碱促进才能获得高活性和稳定性（例如0.5 wt% K
2O）。添加促进还原的Cu、添加SiO
2, Al
2O
3用于结构促进，也许一些锰可用于选择性控制（例如高烯烃）。只有在用氢气还原后，在合成的初始阶段形成了几个碳化铁相和元素碳时，才能获得能工作的催化剂，而除了一些金属铁之外，氧化铁仍然存在。

### 高温费托和低温费托
高温费托（或HTFT）在330-350℃的温度下操作并使用铁基催化剂。 薩索爾公司（SASOL）在煤制油厂（CTL）中广泛使用了这一工艺。 低温费托（LTFT）在较低的温度下运行，并使用铁或钴基催化剂。 这个过程最为人所知的是在马来西亚民都鲁（Bintulu）壳牌公司运营和建造的第一座综合GTL装置中使用。

## 历史

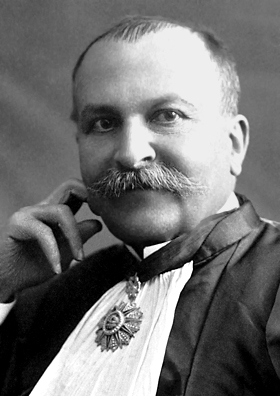
法国化学家保罗·萨巴捷

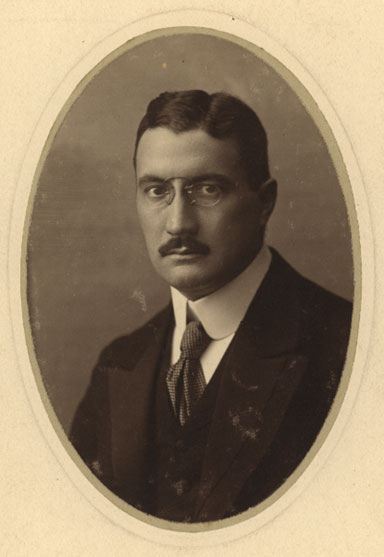
德国化学家弗朗兹·费歇尔, 1911年

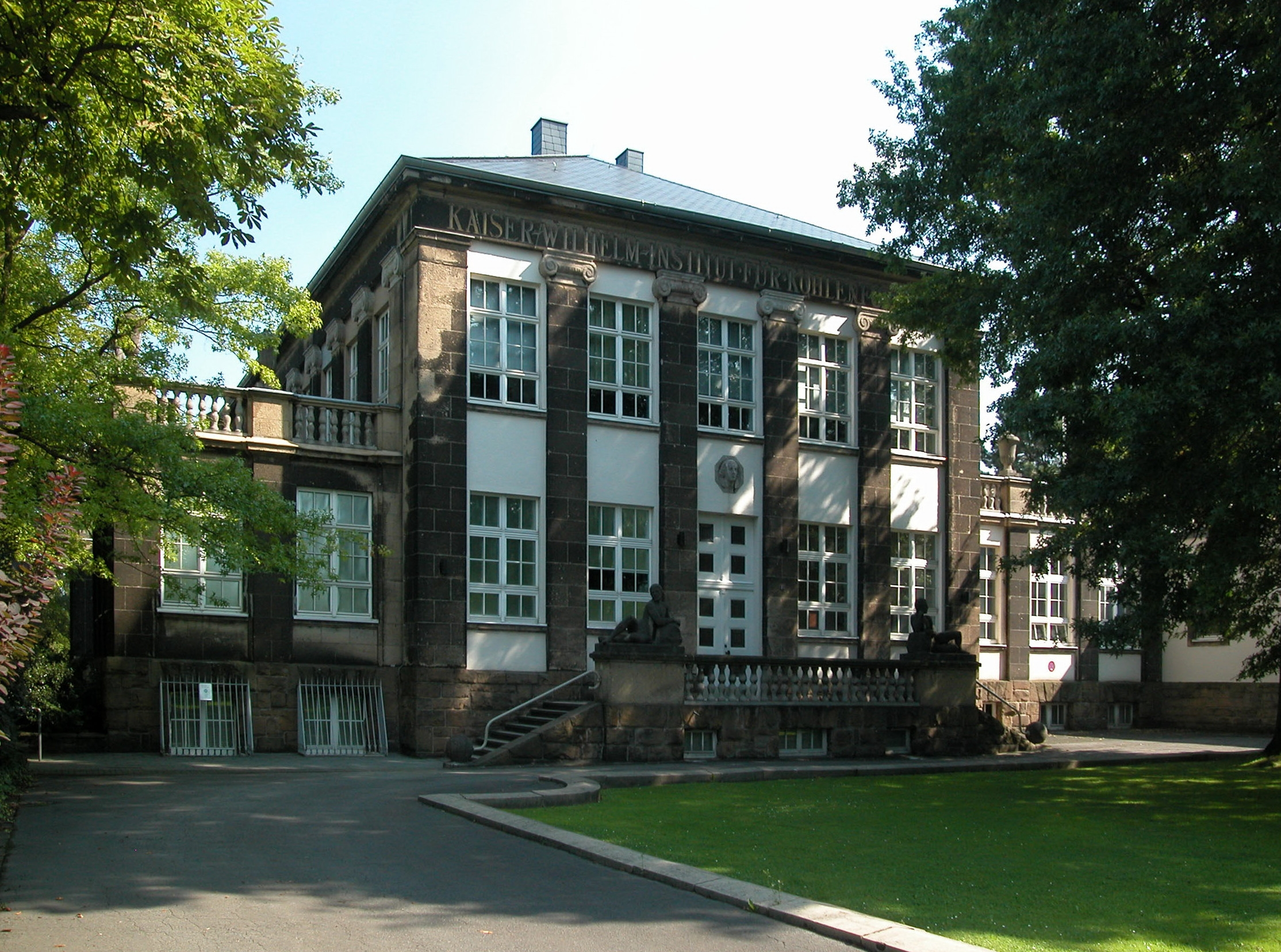
马克斯·普朗克煤炭研究所

### 早期工作
由一氧化碳和氢气合成有价值的产物最早可以追溯到化学家保罗·萨巴捷(Paul Sabatier) 和 Jean Baptiste Senderens 的工作，早在 1902 年他们就报道了当一氧化碳和氢气在大气压和 200～300°C 条件下经由分散的镍或钴通过时可以生成甲烷。这个过程会增加城市燃气的热值，并且除去其中所含的有毒一氧化碳，但由于成本原因未能实现。因为他在加氢反应成果，萨巴捷被授予1912年诺贝尔化学奖。
1910年德国化学家进行了这方面的系统性工作。1913年巴斯夫化学公司首先提出了使用钴催化剂由一氧化碳在加压高温情况下加氢制造醇、醛、酮、酸及烃类的专利。 当时的巴斯夫公司的研究重点是一氧化碳氢化生产甲醇。

### 威廉皇帝煤炭研究所的工作
1920年代在米尔海姆市威廉皇帝煤炭研究所工作的德国化学家弗朗兹·费歇尔和汉斯·托罗普施对此反应低压合成的研究使得该技术得到广泛的工业化。因为德国煤炭丰富而石油贫乏，在第二次世界大战期间德国的费托合成燃料投入大规模生产。在1935至1939年间，德国先后建成了年总产量达70万吨以钴系催化剂合成烃类的九个工厂，为当时的德国提供了大量的合成燃料，其中大部分用作发动机燃料。从1944年起，费托产量的40％被用来作为化工原料，原来的钴基催化剂也逐渐被铁基催化剂所取代。费托产量估计占到德国的9％战争生产燃料和25％的汽车燃料。
美国矿务局（USBM）于1946年在合成液体燃料法案启动的一项计划中，聘用七名回纹针行动（Operation Paperclip）的合成燃料科学家在路易斯安那(密苏里州)市的费-托工厂。
在英国，阿尔弗雷德·奥古斯特·艾舍获得多项专利，在1930年代和40年代改进这个工艺过程。 艾舍的公司名为合成油有限公司。 （和在加拿大的同名某公司无关）

### 二战战后
在第二次世界大战以后，能源和化学工业开始转向以石油为原料，费托合成曾失去了它的经济活力。1962年德国最后一个费托合成工厂关闭。但1970年代以来，由于石油危机以及长远上石油和天然气贮量的限制，对由煤生产的合成气通过费托合成以合成烃类及含氧化合物又重新引发了广泛兴趣。这一阶段对费托合成工艺的改善及一氧化碳与氢气相互作用的机理都有比较深入的研究。
目前，以煤为原料通过费托合成法制取的轻质发动机燃料，在经济上尚不能与石油产品相竞争，但是，对于具有煤炭资源丰富廉价而石油资源贫缺的国家或地区解决发动机燃料的需要，费托合成法是可行的。

### 原料转变
生物燃料作为原料转变一部分的重点是燃料生产。费托合成再次获得研究和开发的关注。虽然在欧洲的第二代生物燃料的生物质变液体燃料被特别鼓励，但是尚未有生物质变液体燃料(BTL)的生产投产。个别试点项目已经启动，现已资不抵债科林工业公司想在萨克森州弗赖贝格的一个工厂，生产其指定的SunFuel和SunDiesel生物质变液体燃料。

## 商业化

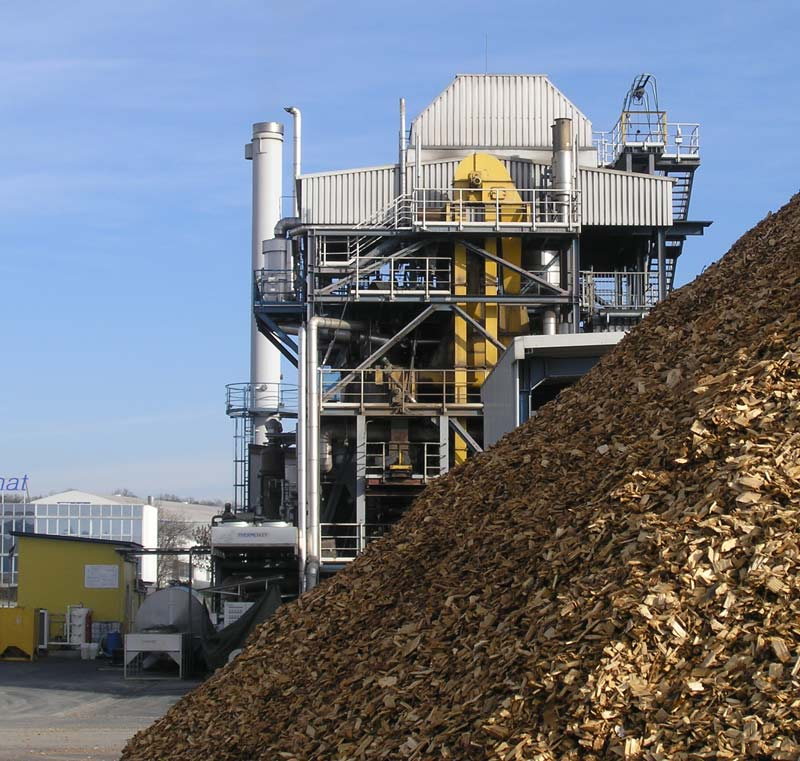
位于奥地利布尔根兰州居辛市，流化床气化与费托合成试点工厂, 利用木屑生物质(2006年)

费托合成已被应用在大型的天然气液化和煤炭液化设施中：比如在卡塔尔的拉斯拉凡市的壳牌公司珍珠天然气制油设施。这种大型设施很容易受到高资本成本，高运行和维护费用，不确定和不稳定原油价格，以及环境保护问题的影响。

### 薩索爾公司(SASOL)

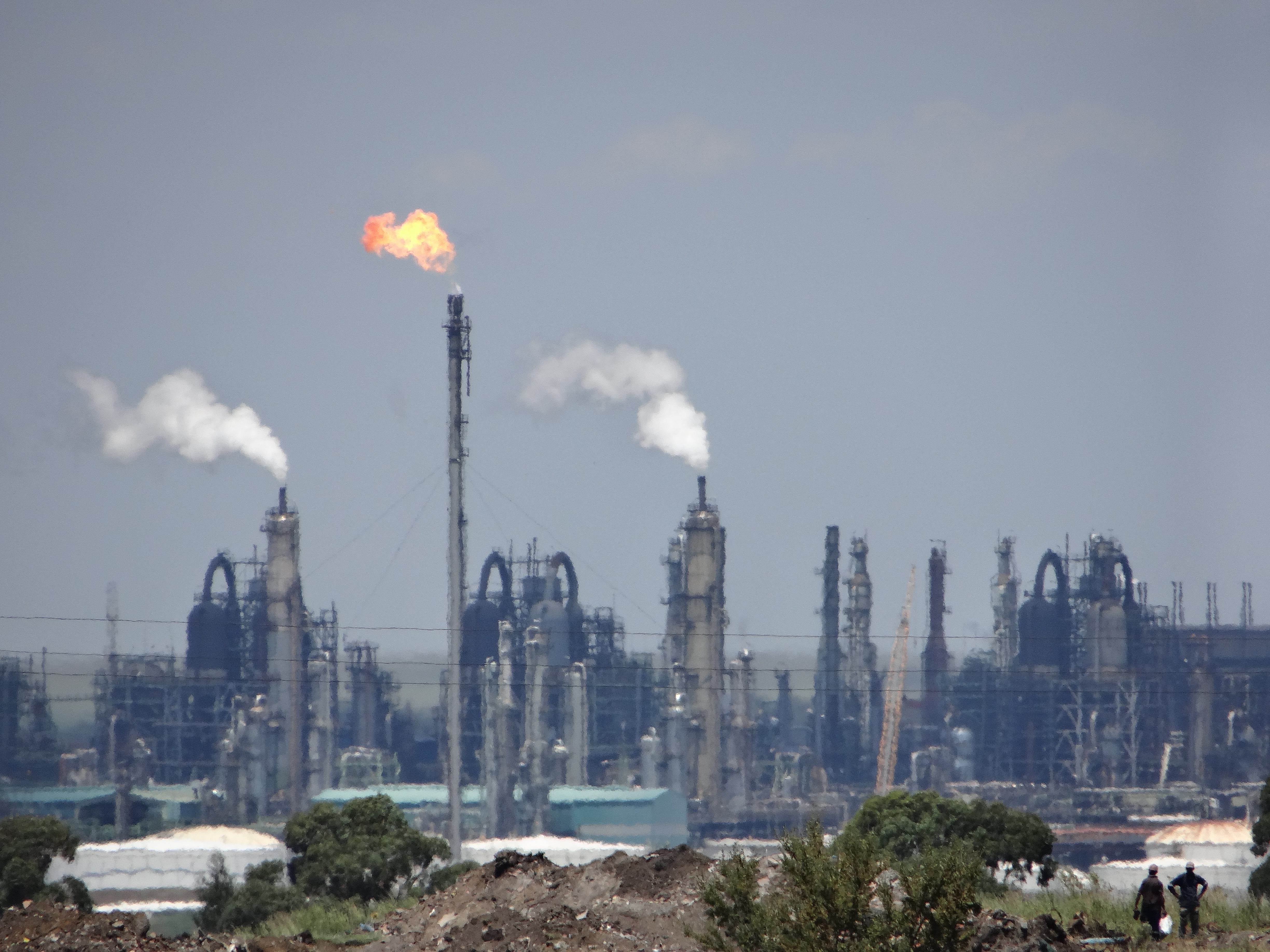
薩索爾公司在南非塞昆達市的工廠

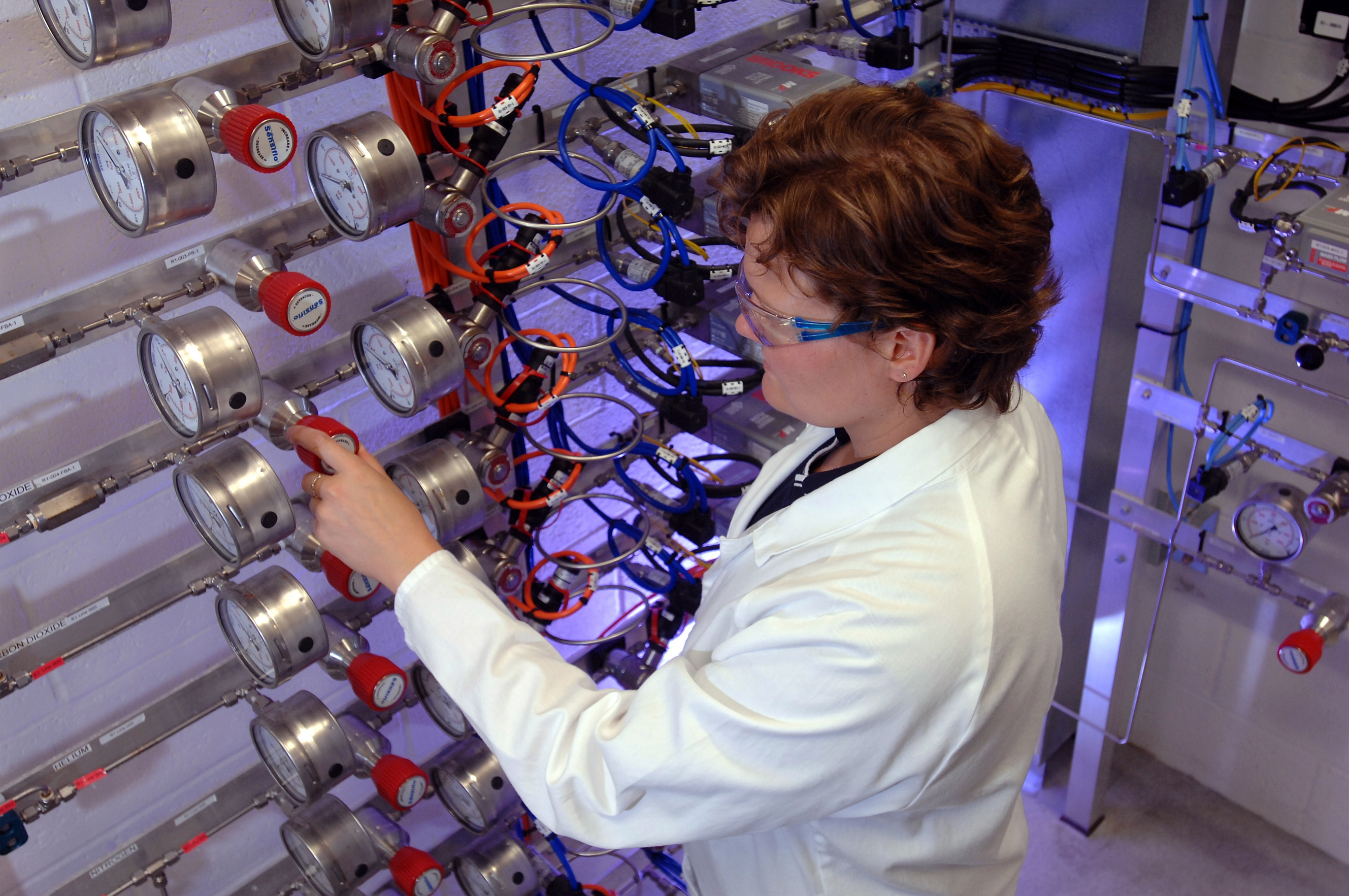
費托研究反應炉

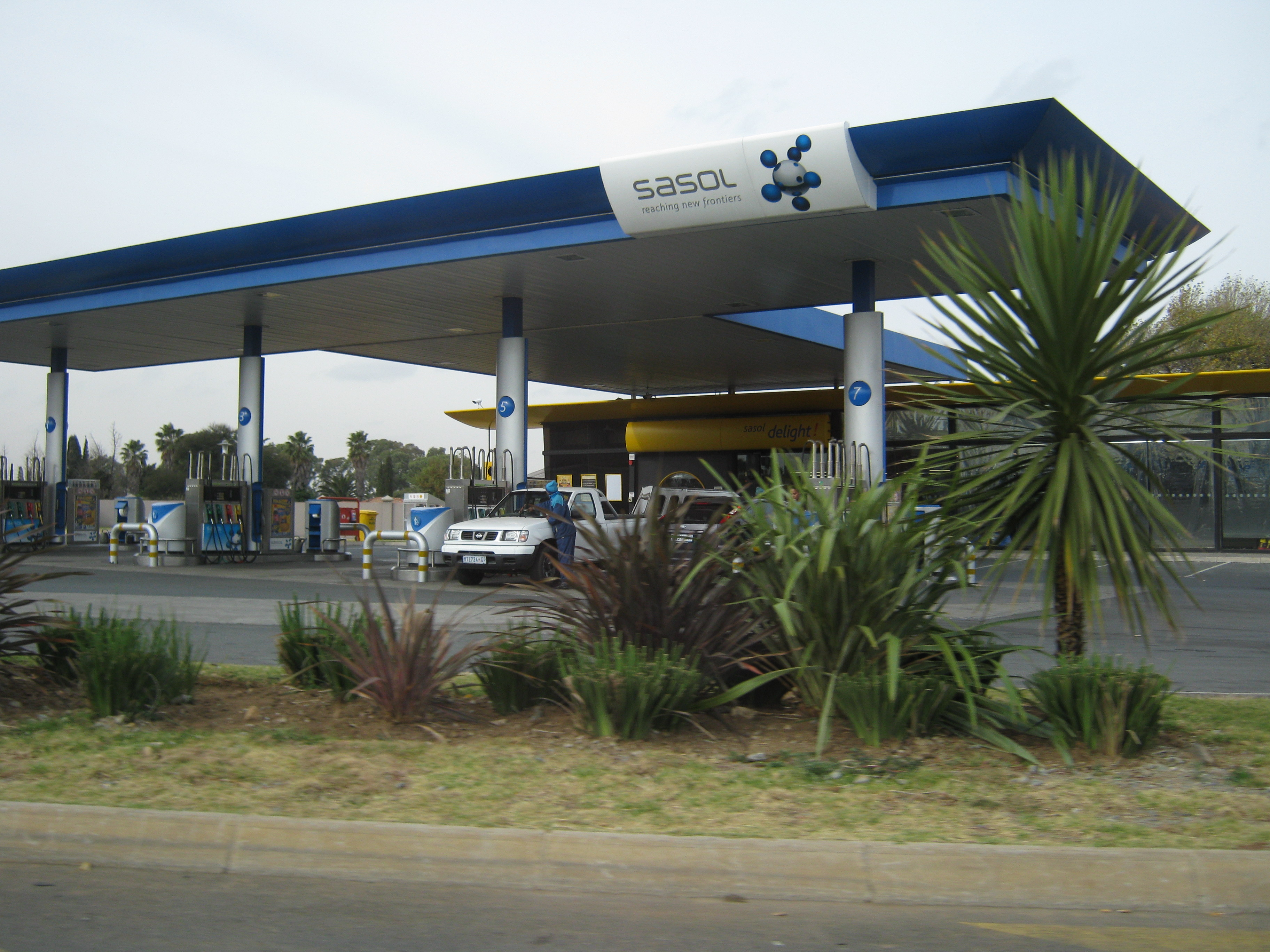
薩索爾公司CTL-加油站, 位于南非的Bobsburg市

最大規模的實施費托技術是在南非的薩索爾公司（SASOL）的在一系列的工廠。南非是同樣擁有充足、易於開采的煤炭資源並且不得不進口原油的一个国家。第一座工廠在1952年开启，位于首都约翰内斯堡以南40英里。薩索爾公司使用煤和現在的天然氣作為原料生產各種合成石油產品，包括该國家的大多數柴油。
工廠由特別成立的薩索爾在德國"液化空气"公司 (Lurgi AG) 的參與下建造。 薩索爾1廠 (Sasol 1) 試驗工廠設計為每天約 6,000 桶燃料。 由於油價下跌，燃料生產變得無利可圖，因此該工廠轉而生產高價蠟。 
從 1980 年開始，由於南非的政治發展，能力得到顯著擴展。 薩索爾於 1980 年和 1982 年委託薩索爾2廠 (Sasol II) 和薩索爾3廠 (Sasol III)。  因此，總產能為 104,000 桶/天。 由於硬煤在露天採礦中的開採成本相對較低，因此 2006 年該國約 40% 的燃料需求仍來自燃煤汽油。 由南非政府資助的費托工廠於 1992 年在莫塞爾灣投入運營，並使用離岸提取的天然氣進行運營。
薩索爾公司在2012年12月宣布，計劃在路易斯安那州的韦斯特莱克建立一個日產96,000桶的工廠，從在路易斯安那州和得克薩斯州的緊頁岩層中的天然氣作為原料。成本估計為$110億和$120億美元之間，有來自路易斯安那州的$20億美元的稅收減免。計劃中的工廠將包括一個煉油廠和化工廠。
2017年11月，薩索爾公司取消了在路易斯安那州韦斯特莱克（Westlake）建设煤制油(GTL)工厂的计划。

### 南非石油(PetroSA)
南非石油(PetroSA)是一家南非公司，曾荣获2008年度项目创新石油经济奖，在南非在莫塞尔湾拥有世界上最大的的天然气合成油设施。该炼油厂是每日生产36,000桶，在2011年已完成的半商业化示范，开始为商业化生产准备铺平道路。该技术可用于将天然气，生物质或煤转化为合成燃料。

### 卡塔尔拉斯拉凡
新的天然气制油费托设施珍珠天然气制油在2011年开始运作，位于卡塔尔的拉斯拉凡市。它采用钴催化剂在230°C条件下，以140,000桶每日（22,000立方每日）的速度将天然气转化为液体石油，并额外生产120,000桶（19,000立方）的石油当量的液化天然气和乙烷。在拉斯拉凡的第一座天然气制油工厂于2007年投产，被称为Oryx GTL工厂，并有容量34000桶/天。工厂利用萨索尔浆相馏出工艺(Sasol slurry phase distillate process)，它使用钴催化剂。Oryx GTL工厂是卡塔尔石油公司和萨索尔公司（SASOL）的合资企业。

### 芬欧汇川(UPM)公司(芬兰)
2006年10月，芬兰的造纸和纸浆制造商芬欧汇川(UPM)公司宣布其计划通过费托合成工艺生产生物柴油。在其欧洲纸张和纸浆厂，利用从纸张和纸浆制造过程中的废弃生物质作为原料。

### 中科合成油
2006年4月，利用中科院山西煤炭化学研究所自创技术（费托合成、煤基液体燃料合成浆态床技术），由煤化所牵头联合产业界伙伴内蒙古伊泰集团有限公司、神华集团有限责任公司、山西潞安矿业（集团）有限责任公司、徐州矿务集团有限公司等和科研机构共同出资组建成立了中科合成油技术有限公司。实现了中国的煤炭间接液化技术的真正产业化。

### 其他
在美国和印度，一些煤炭生产州已经投资了费托合成工厂。 在宾夕法尼亚州，废物管理和处理公司（Waste Management and Processors，Inc.）由州政府资助，实施由壳牌公司（Shell）和薩索爾公司（SASOL）许可的费托技术，将所谓的废煤（采矿过程中的剩余物）转化为低硫柴油燃料。

## 工艺效率
使用传统的费托合成技术，该工艺的碳效率从25％到50％，热效率约为50％，对于CTL设备理想化率为60％，GTL设备的效率约为60％理想化到80％的效率。

## 深入閱讀
- （英文） Klerk, Arno de.  1st. Weinheim, Germany: Wiley-VCH. 2011. ISBN 9783527326051.
- （英文） Klerk, Arno de., Edward Furimsky. . Cambridge: RSC Publishing. 2010.